# ديف لوبيز
ديف لوبيز (بالإنجليزية: Dave Lopez)‏ هو سياسي أمريكي، ولد في 3 يونيو 1951 في لاس كروسيس في الولايات المتحدة. حزبياً، نشط في مستقل.